# كانغرفيل (إلينوي)
كانغرفيل (بالإنجليزية: Congerville)‏ هي منطقة سكنية تقع في الولايات المتحدة في مقاطعة وودفورد، إلينوي.

## الموقع الجغرافي
الموقع الجغرافي للمناطق المحيطة بهذه النقطة هو كالتالي: